# Hugo Grüner
Hugo Grüner (* 7. Juni 1895 in Rötenbach; † 6. Juli 1971 für tot erklärt) war ein deutscher Regionalpolitiker und verurteilter NS-Kriegsverbrecher.

## Leben

### NS-Karriere
Hugo Grüner war gelernter Mechaniker und Teilnehmer des Ersten Weltkriegs und dort als Oberfunker auf dem Schlachtschiff Helgoland eingesetzt. Nach Kriegsende trat er dem Militärverein Kyffhäuserbund in Rötenbach bei, dessen Mitglieder Gegner des Versailler Vertrags und Monarchieanhänger waren. Zudem wurde er noch Mitglied in der Sturmabteilung Hitler Oberbaden und trat 1925 der radikalen Organisation Damm bei, einer Unterorganisation der Organisation Escherich. Zum 1. Dezember 1931 trat er der NSDAP bei, Ortsgruppe Löffingen im Gau Baden, (Mitgliedsnummer 729.772). Er leitete bis zu ihrer Insolvenz 1932 eine Metallschraubenfabrik in Neustadt und war danach als Sägearbeiter tätig. 1934 wurde er zum Bürgermeister von Rötenbach berufen und ab 1937 zum NSDAP-Kreisleiter in Müllheim, wo er am 9. November 1938 maßgeblich an den Taten der Reichspogromnacht und der Demolierung der Synagoge Sulzburg beteiligt war. 1942 übernahm er von Rudolf Allgeier, der zum Kriegsdienst eingezogen wurde, kommissarisch dessen Kreisleiterposten in Lörrach und in Mülhausen (Mulhouse) im Elsass.

### Kriegsverbrechen
Am 7. Oktober 1944 wurden am Rheinwehr bei Märkt vier Mitglieder der Besatzung eines abgeschossenen, britischen Bombers von Polizisten festgenommen. Grüner kam dazu und erschoss laut Zeugenaussagen und Gerichtsurteil eigenhändig die vier Männer, indem er ihnen in den Rücken schoss. Nach Kriegsende 1945 wurde er von französischen Besatzern festgenommen und angeklagt. Im sogenannten Elsass-Prozess vom 3. April bis 3. Mai 1946 wurde der Fall vor einem französischen Gericht in Straßburg verhandelt und Grüner daraufhin zum Tode verurteilt. Der Mordfall und die damit zusammenhängende Befehlskette waren auch Bestandteil des 46. Verhandlungstags des Nürnberger Hauptprozesses am 30. Januar 1946.
1947 gelang es ihm aus dem Internierungslager Recklinghausen-Hillerheide zu fliehen, nachdem er von den französischen Behörden an die britischen Besatzungsmächte übergeben worden war. Seitdem gibt es keine gesicherten Informationen zu seinem Aufenthaltsort oder seinem Ableben. Am 15. Dezember 1947 wurde vom Freiburger Landgericht in Abwesenheit verurteilt, als maßgeblicher Drahtzieher der Aktionen vom 9. November in Sulzburg verantwortlich zu sein. Seine Familie ließ ihn 1971 gerichtlich für tot erklären, rückwirkend zum 31. Dezember 1946. Hugo Grüner war verheiratet und hatte vier Kinder.